# Caribou
Caribou er det ottende studiealbum af Elton John, udgivet i 1974. Albummet indeholder to singler, "Don't Let the Sun Go Down on Me", der nåede nummer seksten på UK Singles Chart og andenpladsen på den Billboard Hot 100-liste, og "The Bitch Is Back", der nåede nummer femten i Storbritannien og nummer fire i USA. Ud over de singler har John spillet andre sange fra albummet i koncerten herunder "Grimsby", "You're So Static", "Ticking" og "Dixie Lily."

## Sporliste
Alle sange er skrevet af Elton John og Bernie Taupin.
| #   | Titel                             | Længde |
| --- | --------------------------------- | ------ |
| 1.  | "The Bitch Is Back"               | 3:44   |
| 2.  | "Pinky"                           | 3:54   |
| 3.  | "Grimsby"                         | 3:47   |
| 4.  | "Dixie Lily"                      | 2:54   |
| 5.  | "Solar Prestige a Gammon"         | 2:42   |
| 6.  | "You're So Static"                | 4:52   |
| 7.  | "I've Seen the Saucers"           | 4:48   |
| 8.  | "Stinker"                         | 5:20   |
| 9.  | "Don't Let the Sun Go Down on Me" | 5:36   |
| 10. | "Ticking"                         | 7:28   |

## Musikere
- Elton John – piano, vokal
- Davey Johnstone – akustisk guitar, elektrisk guitar, mandolin
- Dee Murray –  basguitar
- Nigel Olsson – tromler
- Ray Cooper – percussion

## Hitlister
| Hitliste (1974)                   | Placering |
| --------------------------------- | --------- |
| Australien (Kent Music Report)    | 1         |
| Canada (RPM Albums Chart)         | 1         |
| Danmark (Tracklisten)             | 1         |
| Finland (Suomen virallinen lista) | 21        |
| Italien (Hit Parade Italia)       | 8         |
| Japan (Oricon)                    | 20        |
| New Zealand (RIANZ)               | 20        |
| Norge (VG-lista)                  | 6         |
| Spanien (PROMUSICAE)              | 4         |
| Sverige (Sverigetopplistan)       | 3         |
| Storbritannien (UK Albums Chart)  | 1         |
| Tyskland (Media Control Charts)   | 33        |
| USA (Billboard 200)               | 1         |

## Certificeringer
| Land                 | Certificering |
| -------------------- | ------------- |
| Storbritannien (BPI) | Guld          |
| USA (RIAA)           | 2× Platin     |